# Hinsen
Hinsen är en sjö i Falu kommun i Dalarna och ingår i Gavleåns huvudavrinningsområde. Sjön har en area på 11,9 kvadratkilometer och ligger 191 meter över havet. Sjön avvattnas av vattendraget Gavelhytteån. Vid provfiske har bland annat abborre, gers, lake och mört fångats i sjön.

## Delavrinningsområde
Hinsen ingår i det delavrinningsområde (672825-151555) som SMHI kallar för Utloppet av Hinsen. Medelhöjden är 213 meter över havet och ytan är 37,31 kvadratkilometer. Räknas de 13 avrinningsområdena uppströms in blir den ackumulerade arean 103,79 kvadratkilometer. Gavelhytteån som avvattnar avrinningsområdet har biflödesordning 2, vilket innebär att vattnet flödar genom totalt 2 vattendrag innan det når havet efter 94 kilometer. Avrinningsområdet består mestadels av skog (64 procent). Avrinningsområdet har 11,9 kvadratkilometer vattenytor vilket ger det en sjöprocent på 31,9 procent.

## Fisk
Vid provfiske har följande fisk fångats i sjön:
- Abborre
- Gärs
- Lake
- Mört
- Nors
- Sik
- Siklöja
- Öring